# 美容師
美容師（びようし、英: beautician, cosmetologist, hairdresser）は、「美容を職業とする」唯一の日本の国家資格である。厚生労働省所管の業務独占資格。

## 法令 美容師法
美容師法（昭和32年法律第163号）「美容師でなければ、美容を業としてはならない」（第6条　無免許営業の禁止）。「なお、業とは反復継続の意思をもって行うことで、有料・無料は問わない。」
「美容師は『美容を業とする者』をいい、美容師法に基づき厚生労働大臣の免許を得なければならない。美容師の免許を持たないものは美容を業として行うことはできない。」

### 美容行為
化粧、スキンケア、フェイシャルエステティック、ヘアスタイリング、結髪、ヘアカット、パーマネントウエーブ、染毛、まつ毛パーマ、まつ毛エクステンション、サロンメイク、メイクアップ講習、メイクボランティア等の方法により、容姿を美しくする専門職である。
無免許のヘアメイクやメイクアップアーティスト、「自称・美容家」によるスキンケア、フェイシャルエステティック、サロンメイク、メイクアップ講師、メイクボランティア、「看護師」による高齢者への化粧、「元美容部員」による美容業は違法である。保健所が無許可の美容所ではない場所や派遣場所での美容行為も違法である。地域の保健所（保健センター）が所管であり、違法行為には行政指導や罰金30万円等が発生する。

## 美容師免許
日本において美容師免許は、業務独占資格とされている。厚生労働大臣の免許を受けた美容師でなければ、美容を業としてはならない（美容師法第6条）。そして、美容師になるためには美容師国家試験に合格する必要がある。試験受験には、都道府県知事の指定した美容師養成施設において厚生労働省令で定める期間の教育を受ける必要がある。平成10年までは美容学校卒業後に美容所でのインターンが義務づけられ、美容師国家試験の要件であった。
染毛(ヘアカラー)は、美容師法第2条第1項に明示する行為に準ずる行為であるので、美容師又は理容師でなければこれを業として行ってはならない。
染毛剤やパーマ液など薬剤を扱うことや、人の皮膚や毛髪に直接触れるなど、技術面だけではなく、公衆衛生学・皮膚科学など専門的な知識が不可欠であり、美容師養成施設では医師などの教員から学ぶ。
ヘアメイクアップアーティスト、メイクアップアーティスト、スキンケアなどの仕事は、美容師免許がなければ行うことができない。美容を業にするのであれば、美容師免許は持っていて当然というもの。
なお、当資格者は、教育職員検定により特別支援学校自立教科助教諭（理容）の臨時免許状が与えられる制度があり、定められた経験、単位修得により普通免許状に移行できる。

### 美容師免許を必要とする職業
※「美容を業とする」顔・髪に施術する美容業
- 美容師
- 美容家[6]
- ヘアメイクアップアーティスト
- メイクアップアーティスト
- アイリスト（まつ毛パーマ、まつ毛エクステンション）
- フェイシャルエステティシャン
- メイクアップ講師
- 美容研究家
- ビューティーディレクター
- メイクセラピスト
- メイクボランティア

### 無免許の通報
地域の保健所（保健センター）環境衛生課と、警察署が所管である。
無免許のヘアメイクやメイクアップアーティスト、スキンケア、フェイシャルエステティック、メイク講師、メイクアップボランティア、まつ毛パーマ、まつ毛エクステンションは違法であり、人の顔や髪に触れることができない。また、美容所ではない場所での美容業は行えない。保健所が認可していない美容所や美容師は違法であり、通報窓口は地域管轄の保健所と警察署である。美容師法違反に関わる被害届や告訴・告発も行える。違法行為には行政指導や罰金30万円等が発生する。
美容師免許を持たない「自称・美容家」や「ヘアメイクアーティスト」と称する者が、あたかも「美容のプロ」のように装い、ホームページやSNS(ソーシャネットワークサービス)、YouTubeで集客し、自宅やレンタルスペース等の美容所として無認可の場所で、ヘアメイクサービスやメイク教室を開いて、人の顔にメイクを施すことも違法行為である。看護師が患者にメイクしたり、ブライダル関係の着付師が無免許でメイクを施したりすることも、美容師法違反である。
化粧品メーカーの販売員である美容部員は、販売に必要な化粧品使用法や使用感を説明する範囲の仕事であり、メイクを施すのは本来は違法である。しかも、その美容部員が化粧品会社を退職した後は、美容師免許の不所持で美容業を行うことはできない。美容部員は美容業のキャリアにはならず、国家資格の要件を満たすことはない。　

### 美容師免許の有無の判別
- 美容所として保健所に認可されるには美容師免許が必要である。美容師や美容所は、美容師法で管理されているため、その美容サロンが美容所として認可されているかは地域の保健所に電話で問い合わせることができる。
- 美容師免許を有していれば、美容師（ヘアメイク）本人が免許取得者であることや卒業した美容師養成施設名を公言したり経歴に明記している。
- 無免許の場合、美容師免許所持と書いていない。また、美容師養成施設名やサロンの経歴などの基本的な履歴を明記していないにもかかわらず、無免許であることを隠すために、他人である有名人の名前をプロフィールに使ってヘアメイクを手掛けたと信用させようとしていることがある。何万人のメイクをしたとか、化粧品を1万個試した等と大袈裟に書いたり、掲載された雑誌やメディアの名称等の2次的な事柄を用いて、基本的な美容師養成施設の学歴もないのに、別の事柄で誇大宣伝するなどの営業を試みている傾向がある[9]。
- 学歴不問で誰でも簡単にすぐに取得できる美容系民間資格ぐらいしか履歴書記載事項がないのに、自称「美容家」「美容研究家」などの肩書を名乗っている。民間資格では美容の仕事はできない。美容師免許を取得していないことに変わりはない。
- 化粧品が好きだったり、化粧品の種類に詳しいことと、人に美容を施すこととは対象が異なる。美容師は化粧品メーカーや種類に詳しいことよりも、ヘアメイクやエステティックなど、美容の専門家として使用材料と道具の正しい知識と技術を身に着けていることが重要となる。

## 美容師の歴史

### 美容師法制定前
江戸時代における理髪店である髪結床は、女性の髪結や男性の丁髷（ちょんまげ）を結ったが、明治4年8月9日発布「散髪脱刀令（断髪令）」より「近代理容業」となる。明治期には、男子が西洋風の短髪にすることを散髪、伝統的な髷型（まげがた）にすることを結髪といい、西洋風の髪型は理髪商で整えた。理髪商の名称は元服の折の理髪に由来し、明治末には理髪業がみえ、理髪所や理髪店、理髪師の呼称も一般化した。女子は、明治期以前より幼少の髪型、嫁して後の髪型である丸髷・片外に櫛・簪（かんざし）を飾ることが一般的であった。女学校では、修身や招待客への礼法とともに、家政科の理髪では伝統的に手技のひとつとされた女子自ら髷を結う手法を教えた。1900（明治33）年頃の理髪師は、理髪店の見習い等からはじめて職人となり、理髪師は徒弟制度または年季奉公等を経て道具を揃え、約5年で開業することが一般的であった。また、開業資金のためにその後も他店で働き、贔屓のお客を得て独立する者もいた。

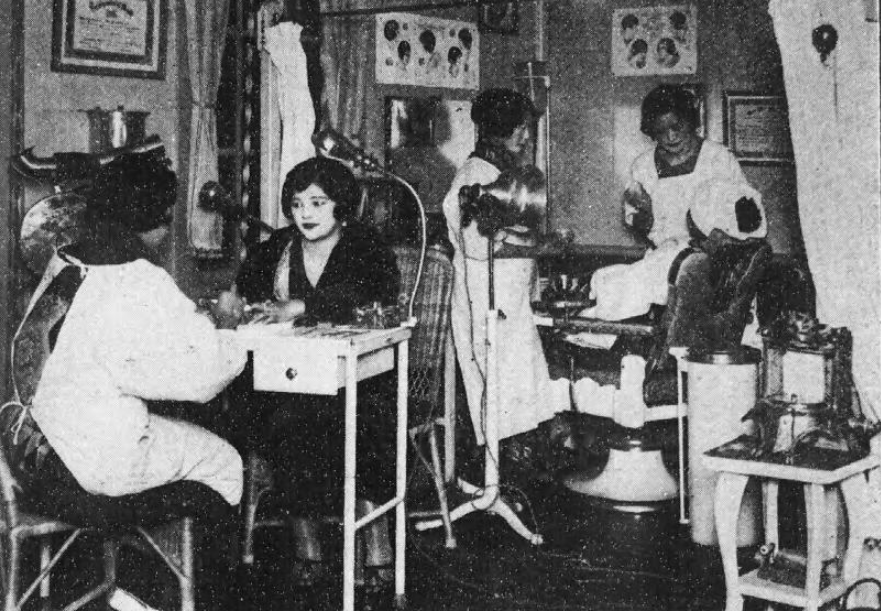
メイ牛山の美容室で働く割烹着姿の美容師たち。1928年

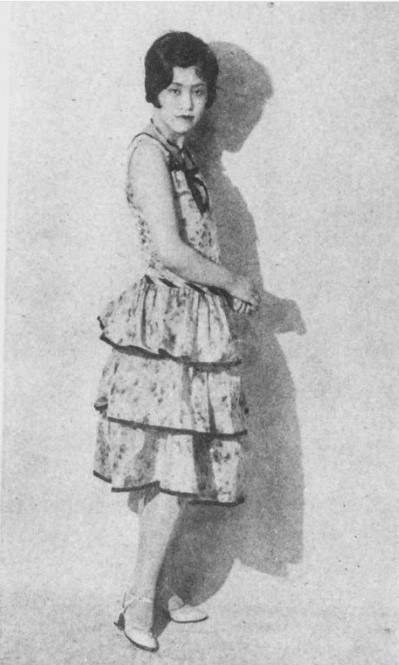
1920年代に米国で学んだパーマネント技術を日本に紹介した牛山春子（初代メイ牛山）。

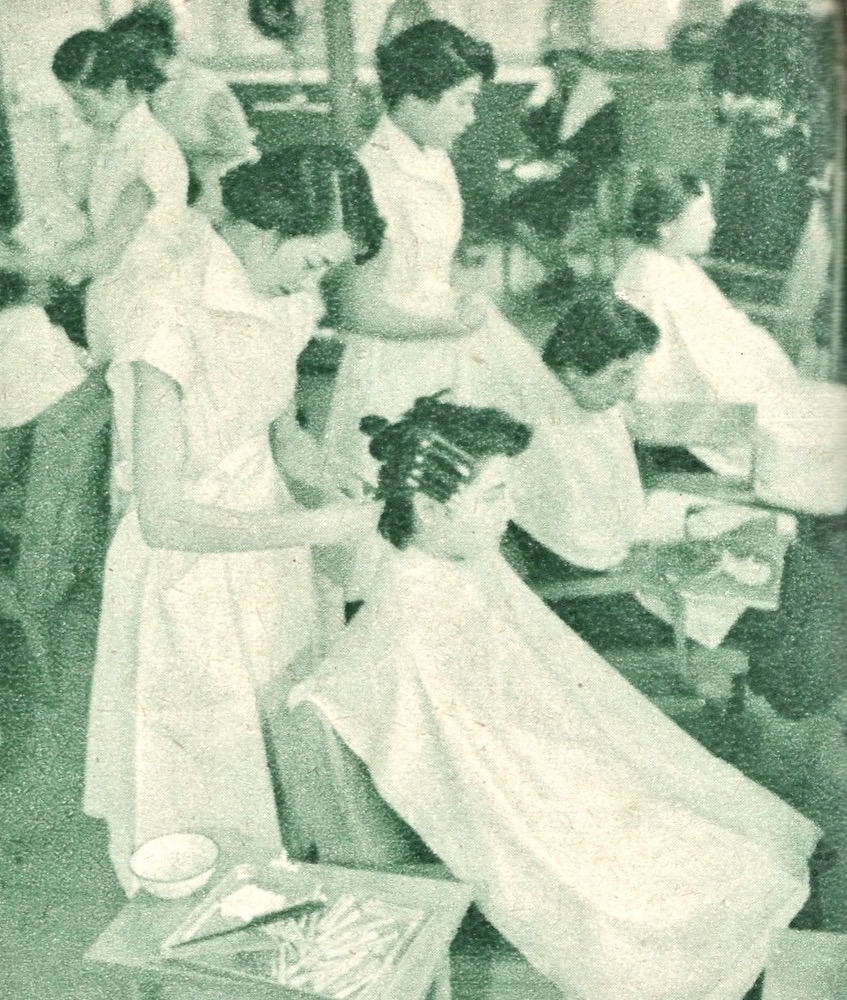
1950年代の美容室の様子。当時の美容師は美容室ごとに揃いの白衣を着ていた

大正2（1913）年、山崎晴弘（山崎富栄の父）がお茶の水に立ち上げた『東京婦人美髪美容学校』（お茶の水美容学校）が最初に東京府に認可され、結髪技術の教授を目的に「女髪結」の師匠たちによって設立。
2年の専門課程を卒業すると美髪師の資格が得られた。この当時は｢美容｣という用語が一般的でなかったため、理髪業界が理髪衛生の知識と技術の普及を図る目的で1906年設立した大日本美髪会から引用したと考えられる。また｢美髪｣は､Hairdressingを訳した用語という説も存在する。この学校の教科に美顔術（理髪師の大場秀吉や芝山兼太郎）があり、女髪結の近代化の原点は、皮膚の生理や病理、衛生管理などの医学的知識の習得にあったと考えられる。
大正11（1922）年、肌と髪の手入れ法や化粧法を教授する専門校として、日本女子美容術学校が北原十三男によって東京に設立された。また、戦前期の公立の実業学校にも、理美容の養成課程は存在していた。大正時代は都市の一般大衆の生活の欧風化が進展し、女性の社会進出もみられ、日本髪や束髪は衰退傾向にあった。
大正15（1926）年に東京府に認可された高木女子美髪学校の教科に洋髪技術について記載。一方で無認可の学校や講習所も存在した。｢美容講習所｣がその一つで、設立者のマリールイズ(東京府への各種学校認可届には、マリー・ルゥヰズとなっている)は、日本の美容業界のパイオニアであり、ウエーブ技術の普及によって、日本髪・束髪（女髪結）から洋髪への過渡期における近代美容の礎を築いた。美容の近代化に果たした遠藤波津子や山本久栄（独学で女髪結となり、1910年美粧倶楽部開設、1929年日仏女子整容学校設立、1931年左記を甲種実業学校に昇格させ、美容における高等教育化を目指した）、山野千枝子(ニューヨークで美容師となり、帰国後1922年、丸ノ内美容院を開業した。吉行あぐりの師匠であり、戦後ロレアル頭髪部門を日本に紹介した。コーセー化粧品の顧問を歴任した)、メイ牛山 (初代)らの功績も大きい。
「教えない」ことが本音の徒弟制度下にあった女髪結たちが学校を設立した裏には「賤業からの脱却」という地位向上への熱き思いがあった。女性が仕事を持つことや、女髪結にまつわる様々な偏見を少しでも払拭するために、学校は「結髪二関スル知識及技能ヲ授ケ貞淑有為ノ婦人」の養成を担う役割を持った（東京女子美髪学校の校則にもある）。また、大正期以降、特に美顔術と洋髪技術(ウエーブ形成技術)を持った美容師の隆盛に対抗するという意識もあったと考えられる。昭和以降洋装の進展と共に、ウエーブを持った髪型が､それまでの波状毛蔑視の概念を一変して流行するようになり、この技術を女髪結たちも受入れざるを得ない状況になった事で融合していった。ここには、1935年以降マーセルアイロンやフィンガーウエーブなどのウエーブ形成技術に対して、パーマネント・ウエーブ技術とその機器の国産化による普及が、この傾向を後押ししたと考えられる。
これらの養成について法令上は、戦前期は道府県別理髪営業取締規則により理髪人と女髪結、美容師は規制され、1899（明治32）年には京都府で最初に衛生管理を義務づけた理髪規則が定められた。その後規則違反が後を絶たず、規則強化のために、1918年大阪が最初に衛生管理の知識を問う試験を導入し､合格により営業が認可された。この時大阪は養成校を指定校と認定する規定を作り､指定校で規定期間修学し卒業すると無試験認定を受けて開業が可能となった。1930（昭和５）年に試験を導入した東京府は､養成校の質に差がある事を問題視して、指定校規定を設けず、開業資格は試験のみで付与された。道府県別理髪規則であったことにより、様々規定に相違があり、公的職業資格制度の範疇にはなかった。戦後2回、高等学校指導要領に理美容師養成課程を設ける案が提出されたが、すべて理美容師養成施設業界の圧力で廃案となり、理美容師の養成は私立専門学校がほぼ独占した。

### 美容師法制定と美容師免許
1957年、理容師法から美容師法が独立。美容師法は『美容とは「パーマネントウェーブ、結髪、化粧等の方法により、容姿を美しくすること」とされている。美容師がコールドパーマネントウェーブ等の行為に伴う美容行為の一環としてカッティングを行うことは美容の範囲に含まれる。また、女性に対するカッティングはコールドパーマネントウェーブ等の行為との関連を問わず、美容行為の範囲に含まれる。』となっており、カットを含め、化粧・マニキュア・ヘアーエクステンションなど女性のための業となっている。2015年7月17日、厚生労働省から新たな通知が出され、性別に関係なく理容師のコールドパーマネントウェーブと美容師のカッティングが認められた。
刑務所内でも、模範囚の場合、美容師の教育を受けることができる。

## 海外の美容師
海外の美容学校を卒業しても、日本では美容を業とすることはできない。日本の美容師養成施設を卒業していなければ、日本の美容師国家試験は受験できない。

### 海外の美容師免許

#### アメリカ
美容師はCosmetologist（コスメトロジスト）といい、全米各州が実施する国家試験合格で取得できるヘアスタイリング、メイクアップ、ネイル、エステティック、アイラシュ等、美容に関する全ての資格である。職業別で同国美容師の修得は他の職種の平均より早くまた今後20％成長すると予想されている。美容師が開業するには州の免許が必要であるが、資格は州によって異なる。
- 国家試験は、日本の美容師免許と同様に、学科と実技がある。学科は英語の筆記試験を行い、アメリカの美容師養成施設で規定時間1000時間数（約１年）修了証明書を提出する。一般に美容師になるには、16歳以上であることが必要であり、高校卒業資格またはGEDを、受験17歳以上で高校卒業証明書（必須）を取得し、美容師養成施設は州の認可を受けた理容師または美容師学校であることが必要である。フルタイムのプログラムは9ヶ月以上であることが多く、同国の準学士を取得することができる。受験には、ソーシャルセキュリティー番号か、ITINが必要となる[12]。学生がプログラムを修了した後、筆記試験およびスタイリングの実用的なテストまたは口頭試問で構成されるライセンス取得試験を受ける。美容師はライセンスのために取得費用を払わなければならず、時にはライセンスも更新されなければならない。同国では美容を学ぶにしても、特定の美容分野に特化するにしても、免許取得までにクリアしなければならない条件も州ごとに異なっている。
- イリノイ州の金融・職業規制局ではヘアカラー、スタイリング、ヘアカット、危険な化学物質の使用などについて新たな技術と知識を身につけるために、ライセンス取得ができる美容学校のカリキュラムを受講修了することを要求している。州免許を取得するための最小限の事項を完了した後には、必要文書を郵送で提出することとオンラインでの試験が要求されている[13]。
- 同国労働統計局の統計では、ライセンス美容師の給与中央値は、2015年5月の時点で28770ドルであるとしている[14]。イリノイ州で年間レートで最高の雇用率を誇るエリアの一つであるシカゴ＝ナパービル・アーリントン・ハイツで27750ドルを示している[14]ライセンスを取得した美容師になると、自営業や高級サロンで働く扉を開くことができうるが、サロンに登録する各候補者は登録証明書を取得して、イリノイ州であれば同州労働局にFEIN、連邦雇用者識別番号と必要書類を提示する必要がある[13]。しかしながらニューヨークタイムズによると、美容師養成学校は高額であり、これは学費を返せないような低賃金の仕事にしか付けない学生をあつめて訓練するようなものであるとしている。
- アイオワ州は、美容術取得に最も厳しい条件を設けているため、2,100時間の授業が必要である。ニューヨークタイムズは20人以上の元学生にインタビューしているが、アイオワ美容学校に通ったとある生徒の典型的なケースでは、授業料と消耗品に21,000ドルも支払ったとしている。2005年に免許を取得した彼女は地元のグレートクリップで時給9ドルで雇われた。卒業から13年たっているが彼女は8,000ドル以上のローンを背負っている。一方、ニューヨークタイムズによると、コミュニティカレッジでアイオワ州の救急医療技師の資格を取得するのにはわずか132時間しか必要ないという。アイオワ州は特に高い例であるのだが、全米中の営利目的での美容学校は美容師資格の取得に平均17,000ドルもかかる[15]。コミュニティカレッジならばもっと安いだろうが、アイオワ・セントラル・コミュニティ・カレッジが2004年に州美容師委員会にプログラム開始を申請した際、アイオワ美容学校協会とLa' James International Collegeは州法で公的機関が民間団体と競争することを禁じていると主張して訴えを起こす。タイムズ紙によると、美容学校協会がサーティフィケートに必要な時間数を引き下げる努力を阻止してきたという[15]。州によっては美容師が新たな免許を取得せずに働けるところもあれば、新たな免許が必要なところもある。同国の美容師の約44％は自営業で、週40時間労働が多く、自営業者の中ではさらに長い労働時間である。2008年には、美容師の29％がパートタイムで働き、14％が変則的なスケジュールで働いていた。2008年現在、美容師として働く人の総数は約630,700人で、2018年には757,700人に増加すると予測されている[16]。

#### カナダ
- ケベック州：理美容の職業訓練（Diplôme d'études professionnelles, DEP）のディプロマ。

#### 欧州
- イギリス：全国職業資格(NVQ)： Hairdressing レベル2-3　イギリスでは一般的に、美容技術取得の訓練には2つのルートがある。NVQ（National Vocational Qualification）は、業界で働き始める人のために設けられた基幹資格である。短期コースは、美容のさらなる分野に特化したボルトオンのコースがある。これらのオプションは両方とも、有資格の美容師が公的責任保険のカバーを得ることが可能[17]。

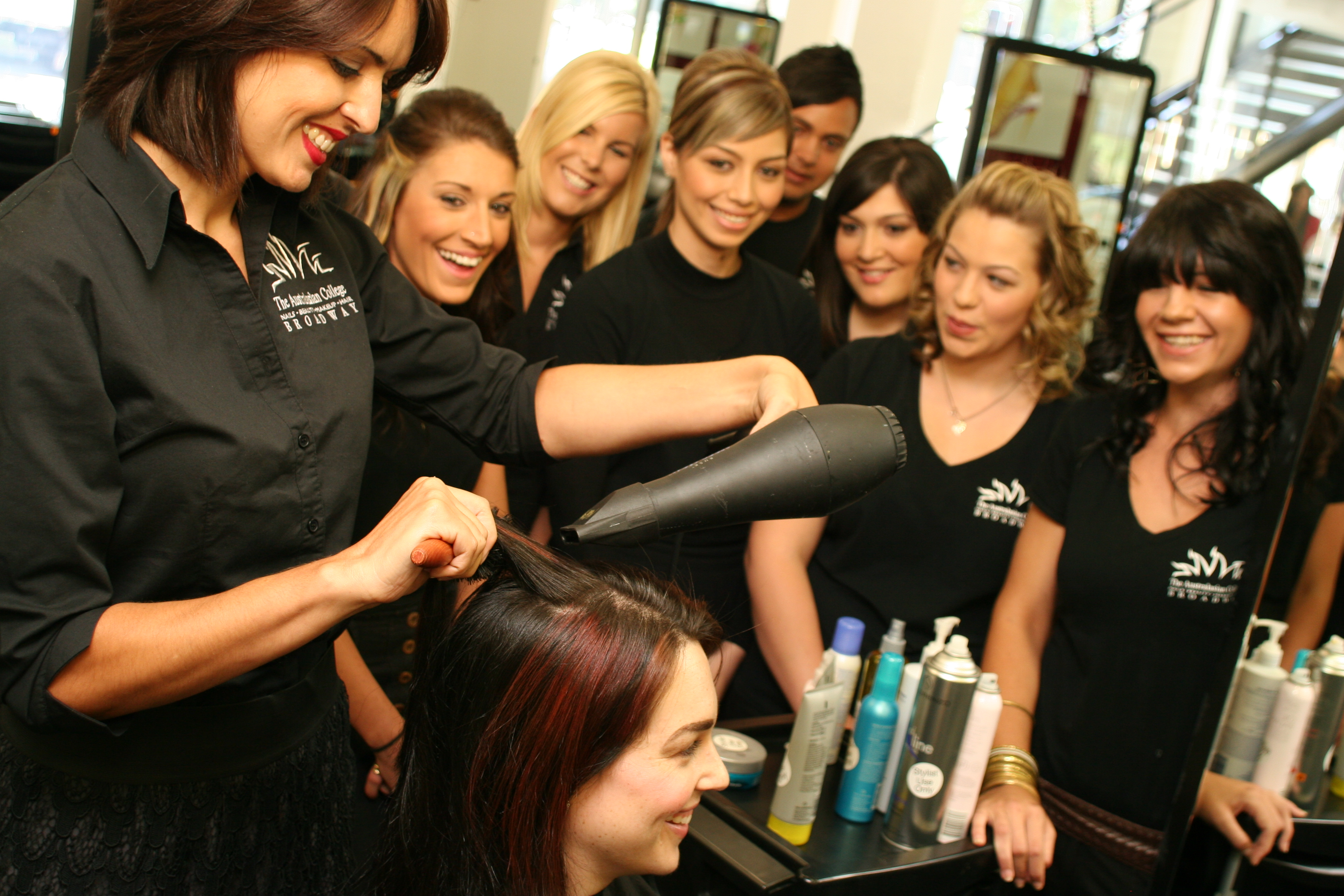
2011年にシドニー（オーストラリア）でトレーニング中の美容師のグループ

- フランス：美容師になるには職業適性証：Coiffure [18]（Certificate of Professional Aptitude、CAP）が必要であるが、美容師養成コースに進むことで可能となる。2年間のコースで、期間中美容室での見習いとして修了することができる。Brevet professionnel（BP）はCAPを修了後の2年間で行われる[19]。BPではサロンの運営やチームのマネジメントを学ぶことが可能で、課程は自分の美容院を開くことができるような内容が義務づけられている。これらのディプロマを補完するものとして、大規模な公立の理容学校が提供しているものや、単にブランドで提供しているトレーニングコースなどがある[20]。
- ドイツ：同国で美容師になるための訓練は3年間である[21]が、さらなる訓練の選択肢として、マスター美容師への道も開かれている。

- オーストリア：オーストリアでは、3年間のAusbildungsberuf（Lehre）を経てFriseur/in und Perückenmacher/in (Stylist/in) となる[22]。同国では 'master hairdresser' の職人試験が行われるほか、実際の理美容業のほか、ウィッグ製作、スキンケア、ネイルケア、装飾用化粧品（メイクアップ）なども職業に含まれている。

- スイス：理容の職業訓練証明書（Attestation de formation professionnelle、AFP）または連邦能力証明書（Certificat fédéral de capacité、CFC）[23]、科学職業訓練証明書（Autestation of Vocational Training）の制度が提供されている。スイスでは、美容師・Eidgenössisches Fähigkeitszeugnis（EFZ）またはcoiffeuse EFZになるための見習いは3年間続く[24]。さらなる訓練として「連邦技能証明書を持つ美容師」（職業試験）への道が開かれ、その後「連邦卒業証書」を持つ美容師への道も開かれている(上級連邦ディプロマ)。連邦政府のディプロマは、ドイツのマスタークラフトマンのディプロマにほぼ相当するものである。

- ベルギー：美容師になるには美容師ユニット資格（中等教育で取得した場合、5～6級専門職）または美容師マネージャー資格（中等教育で取得した場合、7級専門職）が必要である。

#### アジア
- 中国：「美髪師」という国家職業技能資格であり、美容教育施設は、美容師職業技能訓練校、中等職業技能学校及び職業高等学校、職業学院、大学がある。これらの施設とは別に中国には弟子が師匠から教わる徒弟制度がある。産業別の収益等の情報は公開されておらず、美容サロン・エステサロン等を網羅した統計も公表されていないことから不明な点が多いとされる。
- 台湾：「美髪師」という免許制（資格発行機関は台湾行政院内政部労工委員会）であり、丙級と乙級がある。丙級女子美髪技術士の受験資格は満15才または中卒者で、2009年12月現在の有資格者は183,824人である。乙級女子美髪技術士の受験資格は丙級女子美髪技術士を取得後満2年以上の者などで、2009年12月現在の有資格者は3,730人である。
- 韓国：美容師は技能士としての「美容師（一般）免許」と「美容師（皮膚）免許」（エステティシャン）、技能匠としての「美容匠」の資格があり、いずれも保健福祉部が資格証を発行している。韓国産業人力公団が美容師資格試験を実施しているが美容師資格については受験資格に制限はない。美容匠の受験資格は美容師資格を取得して8年以上または職歴11年以上の実務経験者でなければならない。なお、美容室を開業するには、市・郡・区長の免許が必要である。
- インド：美容の基礎と上級コースを提供する多くの美容とウェルネスのトレーニングアカデミーがある。卒業後は美容学校、スパやウェルネスセンター、美容院、スキンクリニック、化粧品会社、映画やファッション業界でプロの美容師として、または独立した美容師として働くことができる。

### 海外の美容師の歴史

#### ヨーロッパ・アフリカ
語源はフランス語の動詞friserで「捲る」「捻る」という意味である。ドイツ語圏では、17世紀末から一般的に使われている言葉であるが、フランス語ではこの言葉はあまり一般的ではなく、今では廃れてしまい、この職業はフランス語圏ではコワフュールと呼ばれている。
元々、ドイツ語の役職名の正式な女性形はFriseuseであるが徐々に、代わりにFriseurinという呼称が普及していった。現在では、ヘアスタイリストという用語も使われている。なお古いドイツ語圏ではFrisierer、Haar（e） schneider または Haarkräusler などがあり、理容師に至っては通常、紳士用の理容師、である。
つぎの2つの古典的な喜劇によるとフィガロ（Figaro）という言葉は、床屋の同義語として使われることがあるようである。『セビリアの理髪師』（ジョアッキーノ・ロッシーニ）、『フィガロの結婚』（ヴォルフガング・アマデウス・モーツァルト）は、いずれも有名なオペラの題材となった。
職業としての理容そのものの歴史は、数千年前にさかのぼる。古代の美術品には、他人の髪を整える様子を描いた絵が発見されているが、ギリシャの作家アリストファネスやホメロスは、その著作の中で整髪料について触れている。古代からギリシャやローマには、男性が髪を切りに来る店があり、女性は家で髪を切っていた。アフリカでは、髪にはその人の魂が宿ると信じられていたため、美容師の地位が高かったと言われている。そのため、美容師の地位は高く、多くの人がその技術を身につけ、美容師と客の間には密接な関係が築かれていた。男は男らしく、女は女らしく、そして髪を洗い、櫛でとかし、オイルを塗り、スタイリングし、髪に装飾を施すことに何時間も費やされたという。美容師が死ぬ間際には特別な儀式を施されて、選ばれた後継者に櫛と道具を与えたという。さらに古代エジプトでは美容師はローション、はさみ、スタイリング剤などの道具を入れるためのケースも特別に装飾されていた。また、理髪師も美容師として働いており、裕福な男性は自宅内に理髪師を持つことが多かった。また当時はかつらの着用が一般的であったため、かつら職人も美容師として育成された。古代ローマやギリシャでは裕福な家庭は家庭内奴隷や使用人が髪を染めたり剃ったりする美容師の役割を担っていた。こうした自分専用のヘアやシェービングサービスを持たない男性は地元の理髪店を訪れていたが、女性は自宅で髪の手入れや身だしなみを整えていたという。5世紀から14世紀までのヘアスタイリストに関する史料は乏しいが、1092年にローマ教皇庁がカトリックの聖職者に顔の毛を処理するように命じたことから、ヘアケアサービスの需要が高まったという。

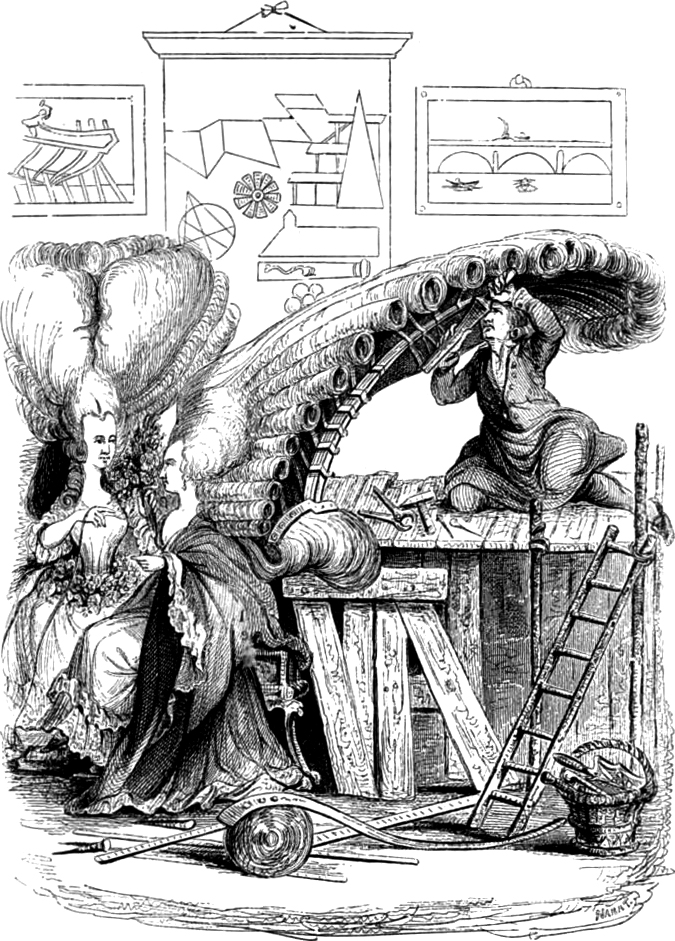
18世紀に当時流行していた大規模なヘアスタイルに取り組んでいるアカデミー・ド・コイフルのフランス人美容師の似顔絵

中世では理容師とともに外科医のギルドがこれらの作業を行っていた。外科医がより大掛かりな手術を行うようになると、彼らは剃髪や整髪の技術を弟子や、少なくとも教養の低い者にも委ねたという。
「Hairdresser」という言葉が最初に登場するのは17世紀のヨーロッパで、美容師は職業として考えられていたことがわかる。 当時のヘアファッションでは、裕福な女性は大規模で複雑で装飾の多いヘアスタイルをし、それを個人メイドなどがメンテナンスし、女性の髪型を何時間もかけて整えていたとされ、裕福な男性の髪型は付き人が手入れすることが多かったようである。史実としてはフランスで初めて男性が女性の髪を整えるようになるが、当時の著名な美容師の多くは男性であり、この傾向は現代にも続いている。最初の有名な男性美容師は南仏生まれのシャンパーニュが知られている。彼はパリに移り住むと自分のヘアサロンを開き、1658年に亡くなるまでパリの裕福な女性たちの髪を整えていたという。フランスでは1691年11月に出された勅令によって理髪師と理髪外科医の共同体と自宅を巡回する理髪給仕・ペルキエを制度化し、理髪師の職業と公式に分離させた。理髪店が登場するのは19世紀の終わり頃であるが、当初は男性のためのものだった。
17世紀に女性の髪は背伸びをするスタイルになり、これは美容師マダム・マルタンによって広められた。この髪型は「塔」と呼ばれ、イギリスやアメリカの裕福な女性たちの間で流行し、彼女たちは美容師を頼ってできるだけ背が高くなるよう髪を整えた。高く積み上げられたカール髪はポマードやパウダーをつけ、リボンや花、レース、羽根、宝石で飾られた。ヨーロッパでこのころ美容師という職業はレグロ・ドゥ・ルミニがフランス宮廷初の正式な美容師となったことで本格的にスタートした。1765年、ルミニーは『Art de la Coiffure des Dames』という本を出版し、ヘアドレッシングについて論じるほか、彼自身がデザインしたヘアスタイルの写真も掲載した。この本はフランス人女性の間でベストセラーとなり、その4年後にドゥ・ルミニは美容師のための学校を開校。さらにその4年後、ドゥ・ルミニは美容師養成学校「アカデミー・ドゥ・コワフュール」を開校した。この学校で彼は生徒にヘアカットと彼の特別なヘアデザインの制作過程を教授した。1777年には約1,200人の美容師がパリで働くようになったというが、この頃理髪師らは組合を結成し、美容師にも組合を作るよう要求した。また、かつら職人も美容師が我らの仕事を奪うことはやめるよう要求したという。美容師は、我らは貴殿らと役割は同じではない、たとえば美容師はサービスであり、かつら職人は製品を作って売るのだと反論した。反論したのは当時の美容師のフレデリック、ラルセウール、レオナールである。レオナールとラルシュールは、マリー・アントワネットのスタイリストを務めた人物として知られる。レオナールはマリー・アントワネットのお気に入りで、パリの富裕層の間で流行となった多くのヘアスタイルを開発し、その中には着用者の頭上から5フィートもあるログ・オペラがあった。フランス革命の際には、国王、王妃、他の顧客とともに逮捕される数時間前に国外へ逃亡。ロシアに移住し、ロシア貴族の高級美容師として働いていたという。

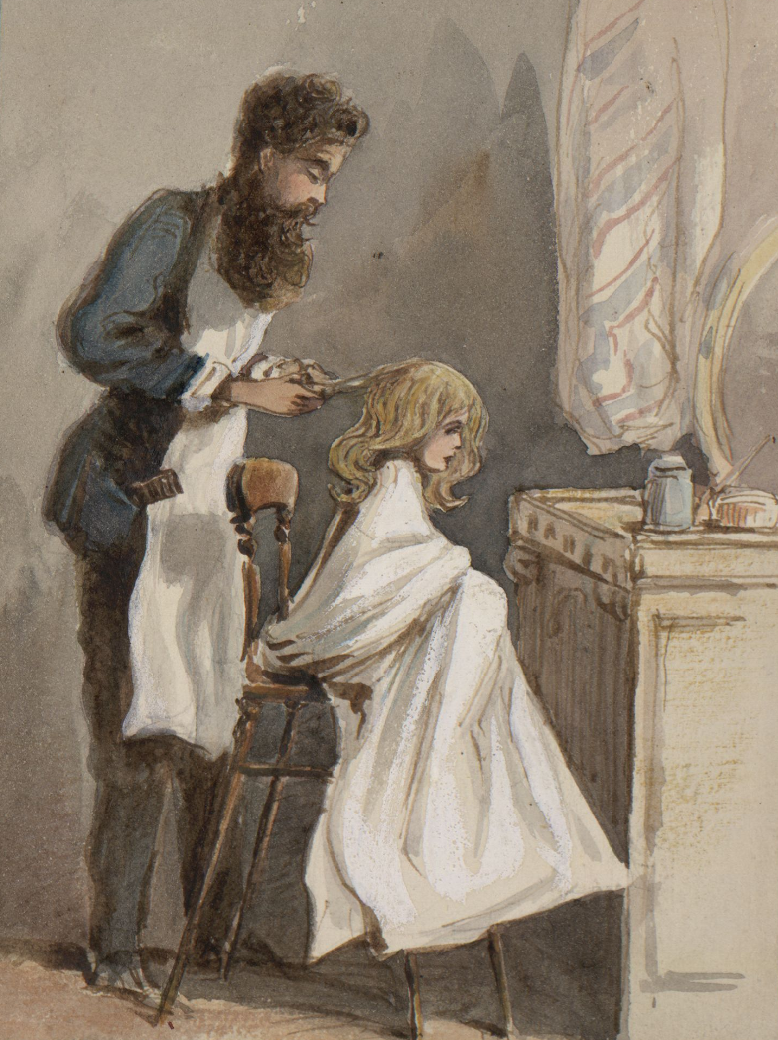
子供の髪を切る美容師、1866年3月26日

パリの美容師たちは19世紀初頭にも影響力のあるスタイルを開発し続けた。フランスの富裕層の女性たちは自宅からお気に入りの美容師に髪を結ってもらうという、国際的な富裕層社会で見られるような習慣を身につけたのである。ヘアドレッシングは主に、専門家を雇ったり、髪の手入れをする使用人にお金を払ったりできる裕福な人たちだけが利用できるサービスであった。
フランスの美容師マルセル・グラトーは、19世紀末に「マルセルウェーブ」を開発した。ただし彼のウェーブは特殊な高温のヘアアイロンを使う必要があり、経験豊富な美容師が行う必要があった。おしゃれな女性たちは、自分の髪を「マルセル化」することを求めたという。
この時期、美容師は都市や町にサロンを開くようになるが、これは最初のヘアサロンの小売チェーンの1つであるハーパー・メソッドを開発したマーサ・マチルダ・ハーパーが中心となっていた。
20世紀には男性用理髪店とともに美容室が普及。こうした空間は社交場としての役割を果たし、女性は髪を整えたりフェイシャルなどのサービスを受けながら社交することができたのである。富裕層の女性は依然として美容師を自宅に呼んでいたが、大半の女性は美容院を訪れ、Elizabeth Arden's Red Door Salonのような高級サロンでサービスを受けていた。
この時代には理美容器具の大きな進歩があった。電気がパーマネントウェーブ （Eugene Suter and Isidoro Calvete|permanent wave machines）とヘアドライヤーの開発につながったのである。これらの道具によって美容師は限られたサービスの自宅訪問よりも、サロンへの訪問を促進することができるようになる。パリのウジェーヌ・シューラーによるものを含め、新しいカラーリングプロセスも開発され、美容師は複雑なスタイリング技術を行えるようになった。
第一次世界大戦後、ボブカットやシングルボブなどの短いヘアスタイルが流行した。1930年代には、マルセルウェーブの再来とともに、複雑なスタイルが再び流行した。この時代、理美容師は教師、看護師、事務職と並んで、女性に許された数少ない職業の一つとなっていったのである。
ドイツの美容室の屋号は長い間、経営者の名前だけが表示されるというのが主流であった。2000年前後、特に大都市で「Four Hair Times」のような言葉遊びのあるサロン名が流行した。美容室によってはプロとしての経験によってサービスのレベルを分け、それに応じて顧客への報酬も高くしているところもある。

#### アメリカ合衆国
19世紀にアメリカでは1888年、マーサ・マチルダ・ハーパーがニューヨーク州ロチェスターに初の女性用理髪店をオープンさせたという。またマリー・ルボーがこの時代の最も有名な美容師の一人として知られるが、ニューオーリンズにいたラヴォーは1820年代初頭に美容師として働き始め、街の裕福な女性たちの髪を手入れをして稼いでいた。彼女は「ニューオリンズのヴードゥーの女王」と呼ばれるルイジアナ・ヴードゥーの修行者であり、裕福な女性とのコネクションを利用して宗教の修行を支えたというが、さらに彼女はお金や贈り物などで好意を必要とする女性たちに「助け」を提供していたともいう。

### 海外の美容師のタスクとサービス

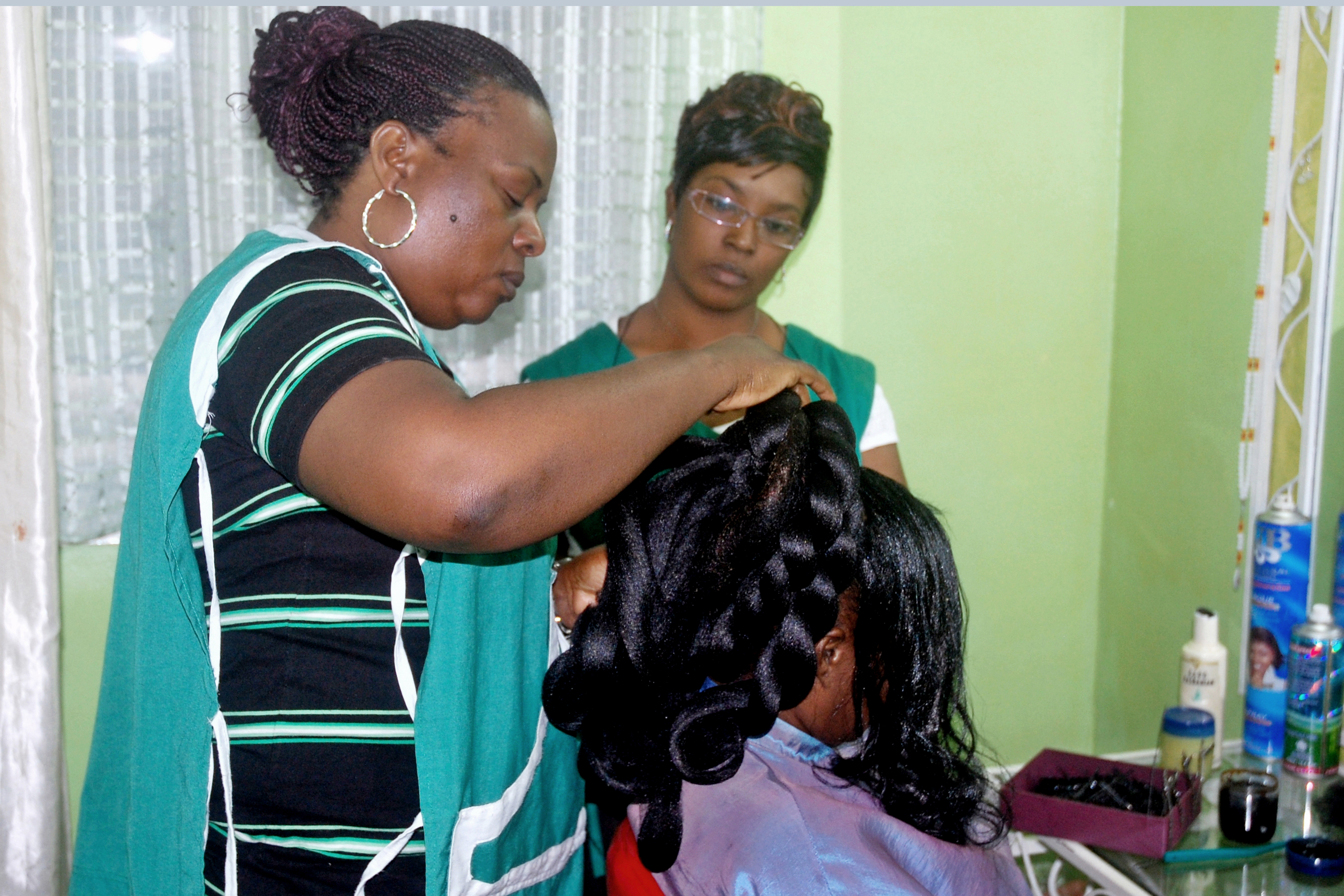
アビジャンの店で女性にスタイリングを施す美容師

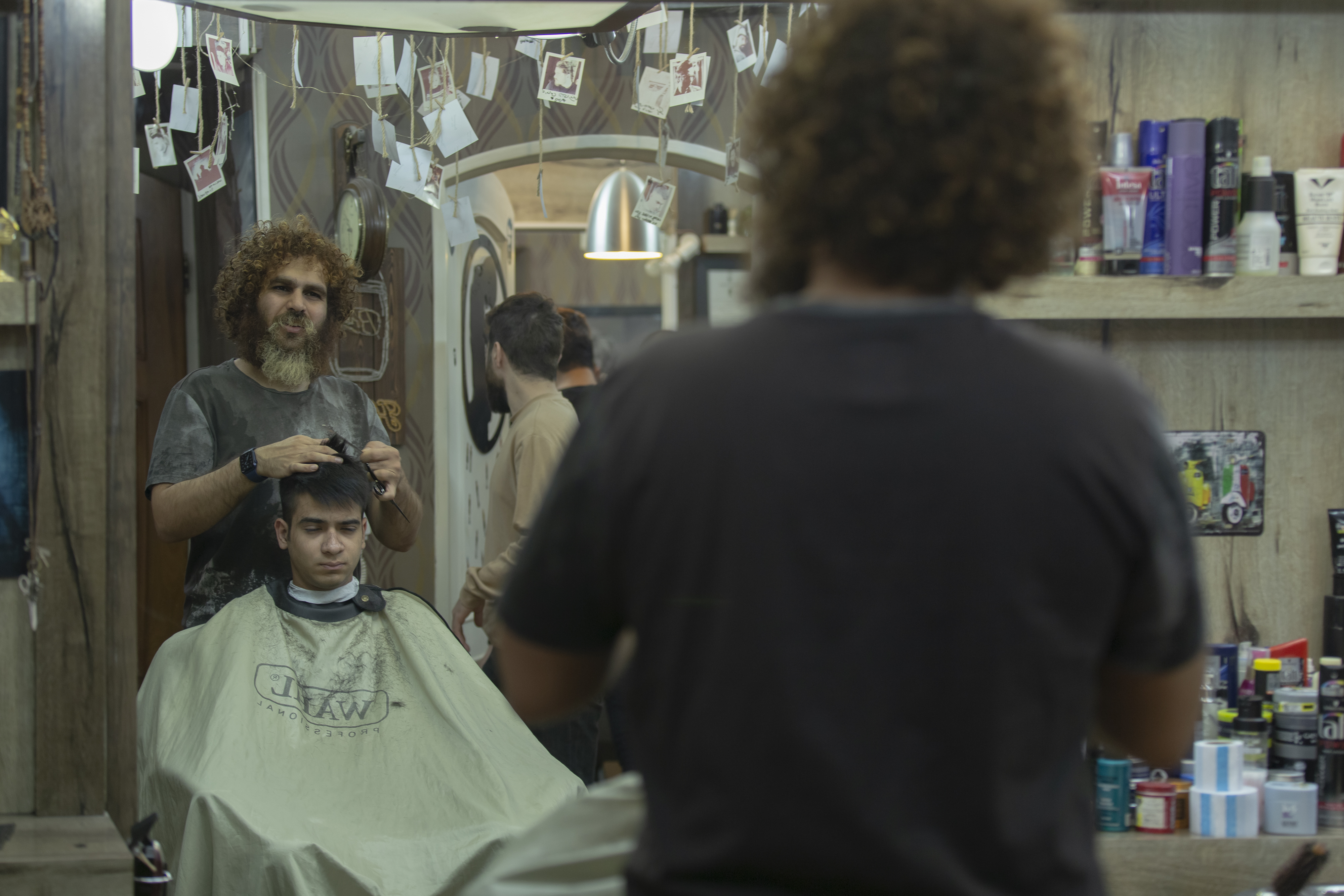
イランの美容師

海外の美容師はまず顧客と話をしてその希望と髪質に応じた髪型をアドバイスする。そして髪を洗い、カットする。カットには髪が乾いているときに行うのがよいもの（ドライ）と、濡れているときに行うのがよいもの（ウェット）とがある。スタイリング、ブロー、ストレートアイロン（コテ巻き、ストレートナー）を使って髪をまっすぐにしたり、パーマをかけたりと、特殊技術を施すこともある。美容師は、ヘアプロダクトを処方や助言し、または推奨することに従事する。なお、顔の形を優先して研究し、最適な髪型を決めることを「ヴィザジスト」という用語があるという。
海外では独立した美容師が集団イメージや購買などの恩恵を受けることを可能にするフランチャイズ（商業ネットワーク）がある（例：Jean-Louis David, Jacques Dessange, Franck Provost, Saint Algue, etc.)。
海外のヘアサロンでは髪の特徴（長さやカットの複雑さ）だけではなく、性別（メンズカットやレディースカット）でヘアカットを区別することが多く、一般的に女性のカットはより高価となる。
DACH諸国ではこの職業はむかしから女性の領域となっている。同諸国で2010年には研修を受けたり専門職に従事する女性の割合は 82%を占める。
海外では美容師は通常は美容院で働くか、顧客の自宅を訪問している。さらに、例えば劇場やテレビ、ファッションやウェルネスの分野でも活躍する可能性がある。日本と違い洗髪、カット（ドライ、ウェット）、ブローなどの定番メニューのほか、シェービングなどのサービスがある。さらに、客にアドバイスをしたり、ヘアデザインの提案をしたり、通常はヘアケア用品も販売する。そしてまつ毛や眉毛のヘアカラーや、髪を着色したり染めたり、ストランド（ホイル、ボンネット、くし、手袋のストランド）を設けたり、カーラーやウォーターカーラーで挿したり、パーマネントやコールドウェーブ、ボリュームウェーブのサービスが提供されることもある。ヘアケアのためのヘアトリートメントを提供することも多い。
海外では特別な日にブライダル用やガラ、アップスタイルなどのヘアスタイルを作り、エクステンションや増毛も担当することが多い。古典的なビジネスにとどまらず、タイプのコンサルティングや、眉毛を抜いたり、まつ毛を振ったり、化粧品関連の領域も活動領域としている。

### 海外の客の保護
髪の毛やシャンプー、染料などで衣服が汚れるのを防ぐため、通常は客にはケープや外套を掛けてから仕事を開始する。このケープの襟元にはペーパータオルや伸縮性のあるネックラフを挟むのが一般的であるが、これは衛生的な理由とともに首への摩擦を防ぐためでもある。
美容師には公認の衛生規則、感染症対策法の遵守が義務付けられ(IfSG - Law on Prevention and Control of Infectious Diseases in Humans）、それに基づいて各国の衛生規則に従っている。これには、例えば作業用具の定期的な清掃や消毒（特に意図しない怪我により血液やその他の分泌物が付着していた場合）、清掃したてのケープやタオルの使用などの規定がある。同様に、アタマジラミに感染した人は接客してはいけないということになっている。
ドイツではCOVID-19パンデミックのため、2020年にすべての美容院が数週間閉鎖されたが、同年5月4日から国内の企業は厳しい条件のもとで営業を再開することが許された、当然ハサミやクシなどの作業道具は、使うたびに消毒しなければならないが、ヒゲ剃りのほかまつ毛や眉毛を染めることは、当分の間、禁止されたままである。

### 海外の美容師の保護
ドイツの労働組合（ver.di）はDeutscher Gewerkschaftsbund（DGB）の枠組みの中で、理美容部門における従業員の権利を代表する労働組合として責任を担っている。医師や看護職の場合と同様、法定傷害保険機関はBerufsgenossenschaft für Gesundheitsdienst und Wohlfahrtspflege（本社ハンブルグ）に移管した。
月曜日は伝統的に美容師の休息日であり、今でも一般的である。土曜日も営業している美容室は多いが、やはり休息日の位置づけから2日連続の休みとなる。現在では、すべてのサロンが6営業日すべてに営業しているわけではないが、多くのサロンが営業している。サロンが週のすべての営業日（月曜日から土曜日まで）に営業し、従業員が週の5営業日しか働かない場合、使用者はその権限の範囲内で労働日を規制することができる。

#### 化学物質の危険性
サロン取り扱い製品に含まれる多くの化学物質は、美容師の健康へのリスクをもたらす可能性がある。一般的なトリートメント（ヘアカラー、縮毛矯正、パーマ、リラクサー、ケラチントリートメント、ブラジリアンブロー、ネイルなど）に含まれる有害な化学物質の例としてはフタル酸ジブチル、ホルムアルデヒド、ライ（水酸化ナトリウム）、アンモニア、コールタールなどが挙げられるが、アレルギーや皮膚炎で、美容師の約20％が美容職を離れることを余儀なくされている。
美容・化粧品業界で毛染めやネイルに使用される製品の中にも、美容師にとって健康への悪影響が指摘されている化学物質が含まれており、主なものはホルムアルデヒド、トルエン、フタル酸ジブチル（DBP）の毒性3成分で構成されている。DBPはマニキュアによく含まれているが、主に爪に残る時間を長くするバインダーとして使用されている。こうした有害な3つの化学物質はヒトの生殖に悪影響を及ぼすことが判明しているが、化粧品メーカーの製品に3つの化学物質すべてが含まれていると、その化粧品が有害な健康リスクをもたらすことが懸念される。
職業として美容師は女性が多く、そのほとんどが適齢期年齢である。アメリカ合衆国では100万人以上の女性が美容師として登録・免許を取得しており、さらにおよそ数百万人がヘアスタイリストとして働いている。
美容関連の中でも、美容師とネイルテクニシャンが、美容関連の労働人口で大部分を占めている。多くの美容師は適齢期年齢に達する前や未婚独身でキャリアを開始しており、職場の化粧品の化学物質への曝露により、生殖に関する健康影響のリスクは高い可能性がある。
アメリカ合衆国ではFDA（Food and Drug Administration）が化粧品に関する公衆の安全に責任を持ち、Food, Drug, and Cosmetic 法がこれらの製品を規制している。CIR（Cosmetic Ingredient Review）は「専門家パネル」を活用し、化粧品成分に関する入手可能なデータを検討し、化粧品に含まれる化学成分が現在の使われ方を考慮して安全に使用されているかどうかを判断。しかしながらこのプロトコルは合衆国国内のすべての美容師の職場に適用される場合にのみ有用である。
Environmental Working Group が行った調査では、FDA によって文書化された 10,000 以上の化粧品成分のうち、CIR レビューで評価されたのはわずか 11% であった。調査研究によると、「毒性学的考察は製品処方においてますます重要な役割を果たす」ものの、「生殖リスクは通常考慮されない」ことが分かっている。生殖に関するリスクは考慮されていない。また「化粧品には9000種類以上の化学物質が含まれている」ことも把握している。美容師は、化学物質を含むさまざまな製品を使用し「染毛剤は、今日の毛髪市場において、化学製品の中で最も大きな割合を占めています。そのため、美容師が化学物質にさらされる主な原因ともなっている」と報告されているように、美容室における化学物質への空気中の暴露の可能性がある。
化学物質への曝露
トルエンは透明で水に溶けない液体で、独特の刺激臭がある。シンナーに似たものであるがトルエンはマニキュア、ネイルグルー、ヘアダイなどの化粧品に含有し、工業溶剤としても広く使われ、ラッカー、接着剤、ゴム、シンナーなどに使用されている。トルエンは、化粧品のラベルにはベンゼン、トルオール、フェニルメタン、メチルベンゼンという名称で記載されていることがある。そしてマニキュア、ペンキ、シンナー、接着剤などの材料で使われると環境中に入り込み、空気と急速に混ざり合う。つまり塗料、ラッカー、染料を扱う者は経皮や呼吸器を通じてトルエンにさらされる可能性が高くなるのである。とくに妊娠中のトルエン吸入は、子宮内発育遅延、早産、先天性奇形、生後発育遅延などの新生児への影響をもたらす。
フタル酸ジブチル（DBP）は、可塑剤として使用される化学物質である。プラスチックをより柔軟にするために使用され、塗料、接着剤、防虫剤、ヘアスプレー、マニキュア、ロケット燃料などに含まれる。その柔軟性とFilm-forming agentな特性により、化粧品やコスメ製品の成分としては理想的であると言える。DBPは主に染料の溶剤として、またマニキュアがもろくなるのを防ぐ可塑剤としてネイル製品、ヘアスプレーにも使用されるが、これは髪に柔軟なフィルムを形成させることで髪の硬さを避けることができるのである。
フタル酸ジブチルは、母親が妊娠中に暴露された場合、ヒトの生殖機能に問題をひきおこすとされ、EUで使用が禁止されており、消費者向け化粧品に含まれるフタル酸エステルの調査によると特定のフタル酸エステルになると、動物実験で生殖毒性を引き起こすことが示されている。
ホルムアルデヒドは、無色で強い臭いがする液体で、非常に揮発性が高いため、作業者と顧客の両方が暴露されると健康被害を引き起こす可能性がある。合衆国環境保護庁（EPA）と労働安全衛生庁（OSHA）は共に、ホルムアルデヒドをヒト発癌性物質に分類している。ホルムアルデヒドは鼻腔がんや肺がんに関連し、脳腫瘍や白血病に関連する可能性があると指摘されている 。
人気のある様々なヘアスムージングトリートメントがホルムアルデヒドを含み、ガスとしてホルムアルデヒドを放出していることが明らかになりつつある。ホルムアルデヒドは、ブラジリアンブローアウト、Cadiveu、ケラチン完全スムージング療法に使用される品によく含まれる成分である。カリフォルニア州、オレゴン州、カナダの4つの研究所の調査で、人気の縮毛矯正トリートメントであるブラジリアンヘアストレート・ブラジリアンブロー製品で4％から12％のホルムアルデヒドを含んでいることが確認されている。
ホルムアルデヒドは、ヘアースムージング剤に含まれていると、空気中の蒸気となって存在する可能性もあって、スタイリストと顧客はガスまたは蒸気としてホルムアルデヒドを肺や気道に吸い込み、その蒸気は目、鼻、または喉の粘膜に接触する可能性やホルムアルデヒド含有の溶液で液体縮毛矯正剤の塗布工程で皮膚から吸収される可能性がある。熱が加えられると暴露がよく起こるので、含有トリートメント溶液などを加熱すると室温でホルムアルデヒドガスを放出していることと同じで、さらにこのプロセスが速くなることとなる 。
スタイリストと客双方から、ホルムアルデヒドを含む特定のヘアスムージングトリートメントを使用中または使用後に起きた急性健康障害として鼻血、目や喉の焼けるような痛み、皮膚の炎症、喘息発作などが報告されており、またホルムアルデヒドへの暴露に関連する症状でも涙目、鼻水、目、鼻、喉の灼熱感や刺激、喉の乾燥や痛み、呼吸器官の刺激、咳、胸痛、息切れ、喘鳴、嗅覚の喪失、頭痛、疲労が報告され、化学物質が体内に取り込まれていることが考えられている。
有害物質3つの生殖に関する健康と出生異常
ホルムアルデヒド、フタル酸エステル、トルエン（毒性三物質）が美容師の職場環境に存在することは、美容師の生殖医療への影響のリスクに関与している。研究によると、美容師と指導者および販売員の参照グループを比較した場合、早産が増加し、妊娠障害のリスクが高くなることが示されている（職業上の違いは、毒性トリオへの曝露のみ）。理美容師は妊娠期間の短い乳児を持つリスクがわずかに増加するため、低出生体重児との関連で生殖器系の障害を調べたところ、低出生体重児を持つリスクの増加が認められ、このうち3つの研究で有意な増加が見られたという。
トルエンの暴露に関する事例研究では、トルエンなどの有機溶剤に暴露された母親の子供で泌尿器、消化器、心臓の異常の発生率が増加していることが判明している。ホルムアルデヒド、フタル酸エステル、トルエンを吸入した妊婦と子宮内発育遅延や早産などの生殖に関する有害事象の間に関連性が認められており、 美容師の早発卵巣不全は、美容師以外の職業の女性より5倍の頻度であると報告されている。

### 海外の有名な美容師
- マルセル・グラトー - オンデュレーション（ドイツ語版）を開発。ドイツ語でWellenigkeit, Wogeと呼ばれ、1960年代まで使用されていた。
- フランソワ・ハビー - 宮廷理髪師。皇帝ヴィルヘルム2世の口ひげファッションが伝播し、ドイツ全土で流行。
- カール・ルードヴィッヒ・ネスラー（ドイツ語版） - 1906年、パーマを発明した。
- ヴィダル・サスーン - 1960年代、カット技術に革命を起こした。
- マダム・C.J.ウォーカー
- タミー・ウィネット

### その他（海外）
ドイツには下記の通りいくつかの理美容博物館がある。
- Herr Zopf's Friseurmuseum [60] in Neu-Ulm.
- Magdeburger Friseurmuseum [61].
- AltlußheimのSchnuteputzer's Friseurmuseum[62].

2019年時点でフランスでは85492が美容師サービスを提供し、合計約188,000もの専門家がこの活動分野で従事している。フランスでは2番目に大きな工芸部門でもある理美容は、58億ユーロの総売上高を記録している 。客単価は2018年で34.80ユーロである。
同じフランス語圏のカナダ・ケベック州では、Coiffure-Quebecという非営利の協会が組織されている。
2018年現在、ドイツには約59,600の美容室があるが、ドイツで法定最低賃金が導入されるまで、例えば2007年のザクセン州の労働協約（関税賃金）は時給4～6ユーロで、月間の総賃金は約600～900ユーロだった。他のドイツの州では2011年にはかなり高くなっており、例えばヘッセンやノルトライン＝ヴェストファーレン州では資格によるが8～13ユーロ（総月給1300～2100ユーロ）だった。美容師の最低賃金は2015年8月1日からだけ逸脱導入され、それ以前は同年1月1日の法律施行以来、美容師には8.50ユーロではなく7.50（東側）と8ユーロ（西側）が義務付けられていた。
毎年3月にメッセ・デュッセルドルフの展示場で開催されるトレードビジターフェア「トップヘアー・インターナショナル・トレンド＆ファッション・デイズ」は、この業界におけるヨーロッパのリーディング・トレードフェアとされている。
海外で美容師の守護聖人は聖人でイエスの弟子のMary Magdaleneであると言われている。その他の守護聖人としては、聖人コスマスとダミアンがいるが、これはおそらく彼らの守護は医療職であるということと、そこから入浴業と理髪業が生まれたという歴史的に近接していたという事柄からでのことであるが、ほかにはアレクサンドリアのカテリーナとパードレ・ピオも聖人とされている。